# 拓跋良 (南阳王)
拓跋良（？—416年），追尊魏昭成帝拓跋什翼犍后裔，卫王拓跋仪之子，北魏宗室、官员。

## 生平
拓跋良个性忠厚笃实，魏明元帝拓跋嗣追录拓跋仪的功劳，于永兴元年十二月戊戌（410年2月4日）封拓跋良为南阳王，来继承拓跋仪为其后嗣。永兴四年十一月己丑（413年1月10日），魏明元帝赐予宗室近亲拓跋良以下缌麻远亲布帛多少不等。泰常元年（416年）十二月，拓跋良去世。